# Cantone di Montluçon-4
Il Cantone di Montluçon-4 è una divisione amministrativa dell'arrondissement di Montluçon.
È stato costituito a seguito della riforma approvata con decreto del 27 febbraio 2014, che ha avuto attuazione dopo le elezioni dipartimentali del 2015.
Comprende parte della città di Montluçon e i seguenti 6 comuni:
- Lamaids
- Lavault-Sainte-Anne
- Lignerolles
- Prémilhat
- Quinssaines
- Teillet-Argenty